# Limbourg
Limbourg (língua neerlandesa: Limburg) é uma cidade e um município da Bélgica localizado no distrito de Verviers, província de Liège, região da Valônia.

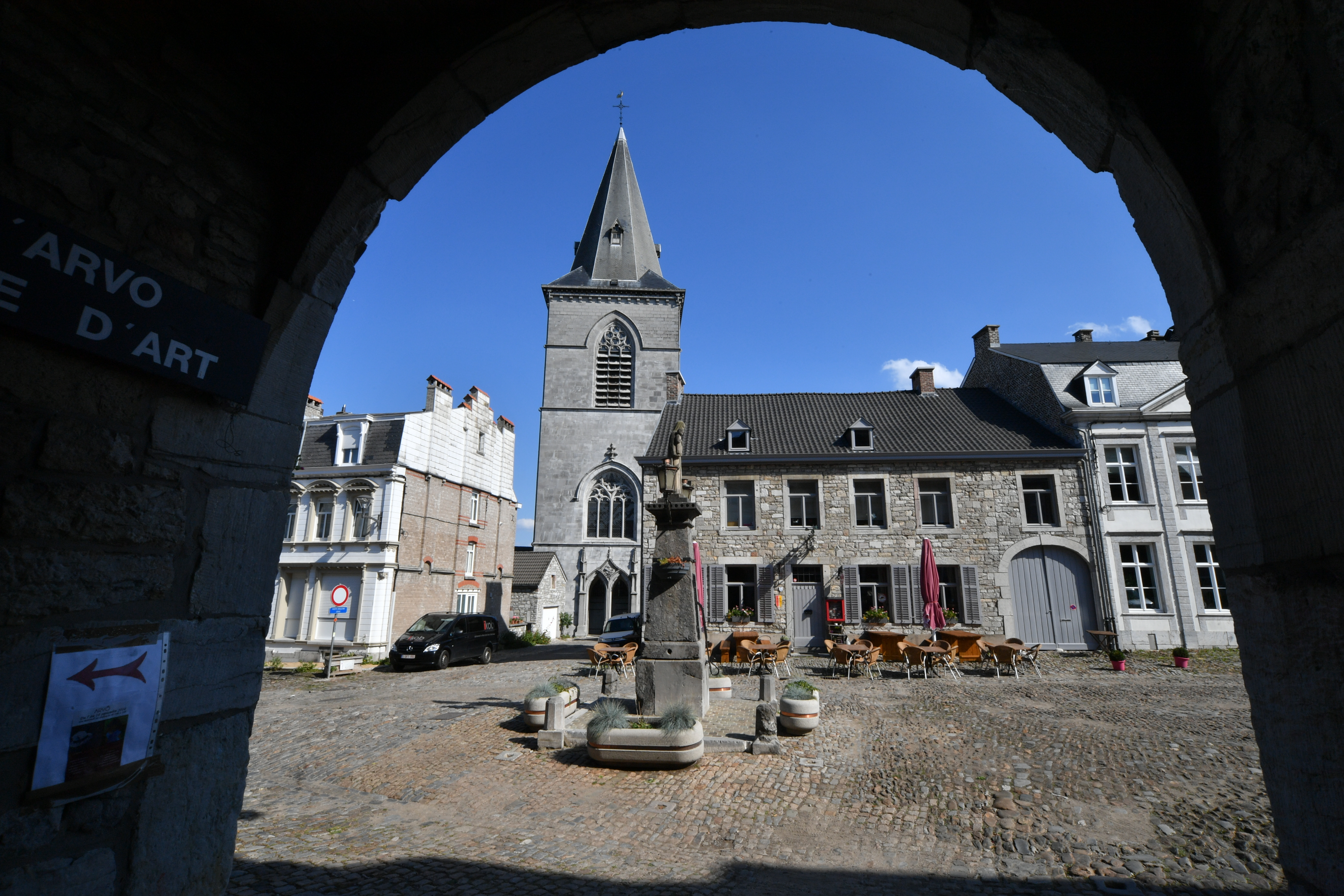
Église e La place Saint-Georges